# My Love (canción de Paul McCartney & Wings)
"My Love" es una canción de amor escrita por Paul McCartney y lanzada como sencillo con su banda Wings, además es el tema de mayor éxito de su álbum de 1973 Red Rose Speedway. McCartney compuso la canción acerca de los sentimientos que tenía por su esposa Linda, quien también formaba parte de la banda. 
La canción fue lanzada como sencillo en marzo de 1973, alcanzando el número uno en el Billboard Hot 100 de Estados Unidos, después fue sustituida por "Give Me Love (Give Me Peace on Earth)" de su excompañero de The Beatles, George Harrison. Alcanzó el número nueve en el UK Singles Chart.
La canción también apareció en el álbum recopilatorio de Wings Wings Greatest y en la recopilación de Paul McCartney All The Best!